# Eucalyptus brockwayi
Eucalyptus brockwayi är en myrtenväxtart som beskrevs av C. Gardner. Eucalyptus brockwayi ingår i släktet Eucalyptus och familjen myrtenväxter. Inga underarter finns listade i Catalogue of Life.